# Steil Holding

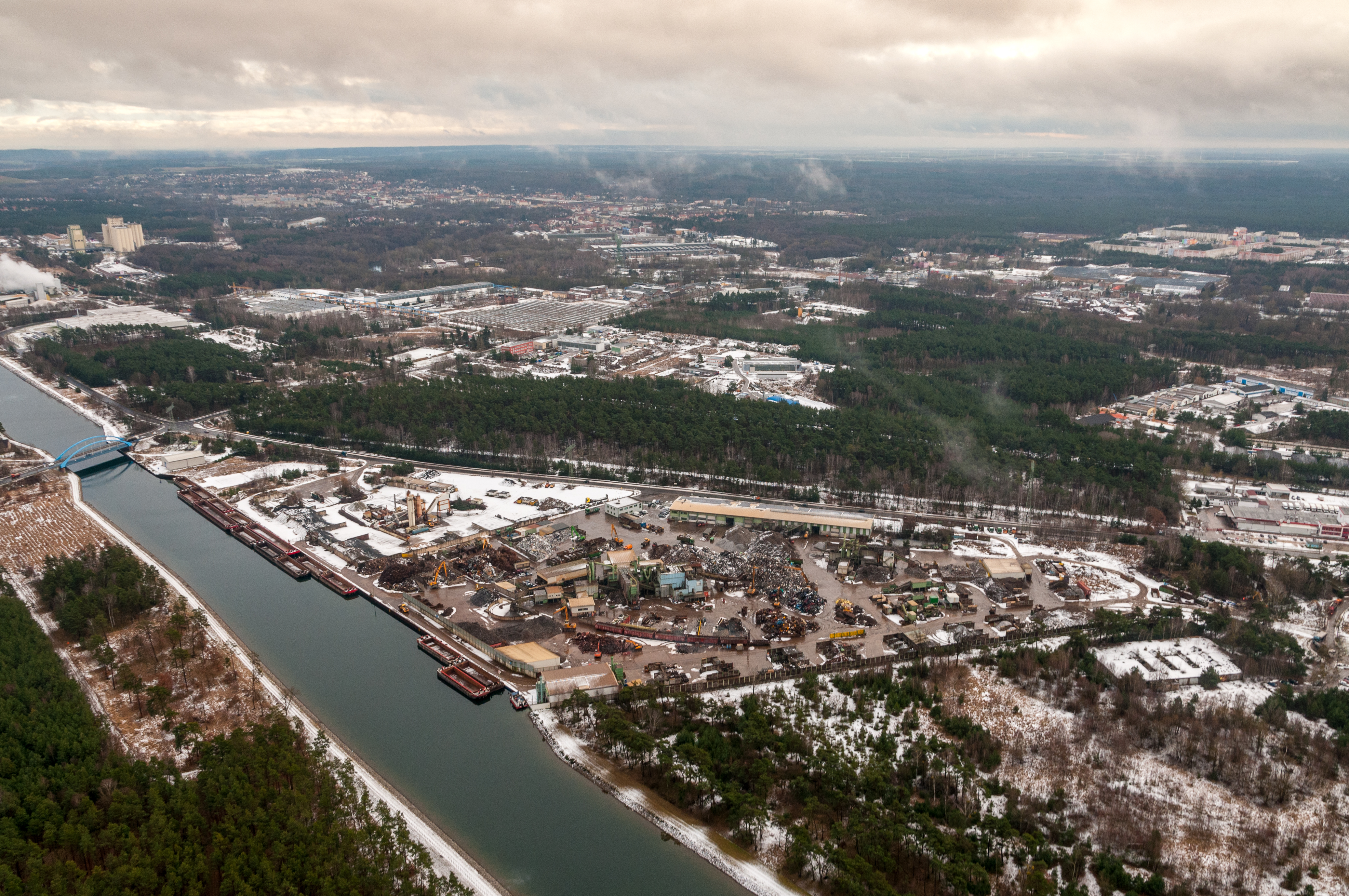
Schrottplatz von Theo Steil in Eberswalde

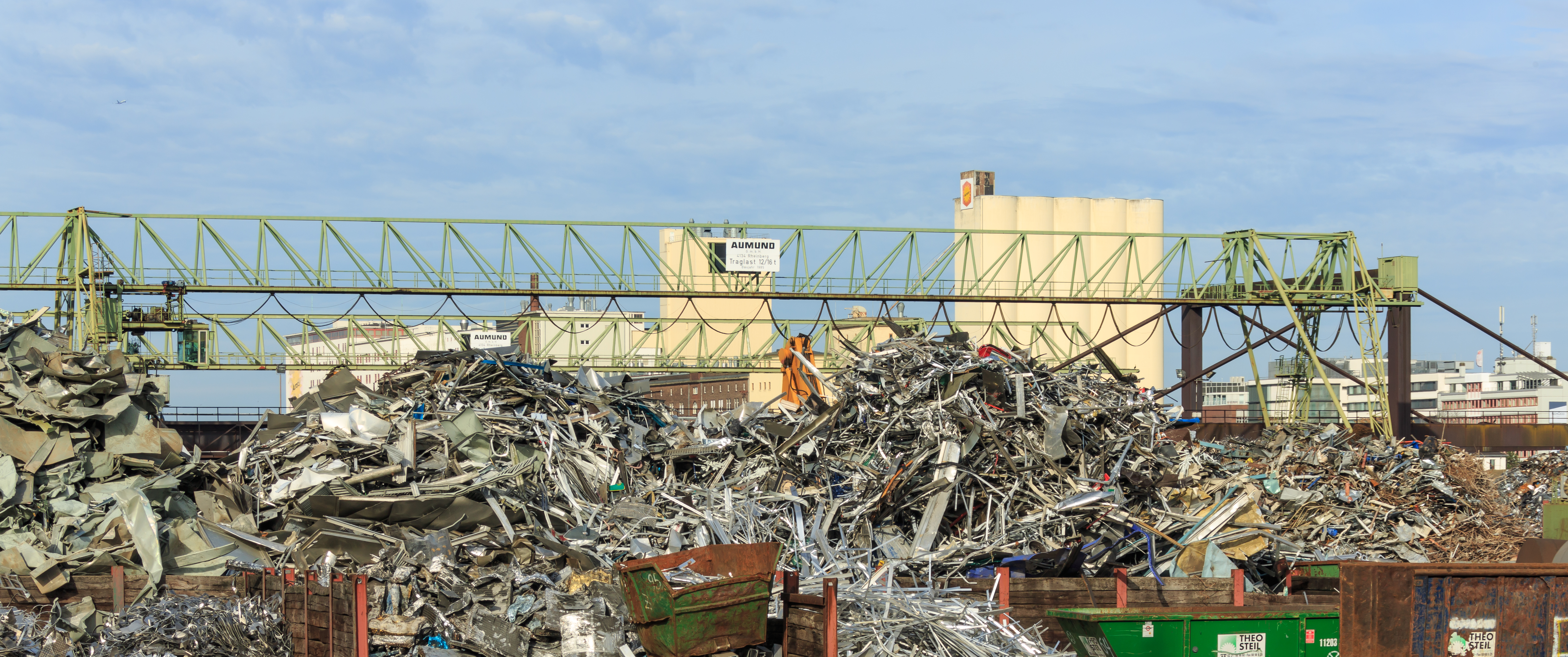
Schrottplatz der Steil GmbH im Deutzer Hafen

Die Steil Holding GmbH ist das führende Unternehmen der Steil-Gruppe, einer Unternehmensgruppe der Recyclingbranche mit Hauptsitz in Trier.

## Unternehmensgruppe
Gegründet wurde das Unternehmen 1924 als Schrotthandel. 1964 erfolgte die Übernahme durch Heinrich Gondert und der Ausbau zu einer bundesweit agierenden Unternehmensgruppe.
Größte Gesellschaft der Gruppe ist die Theo Steil GmbH Schrott- und Metallgroßhandel. welche sich mit der Verwertung von Schrott und Metallen, deren Weiterverarbeitung und der Rückführung der Rohstoffe in den Wertstoffkreislauf befasst. Der klassische Handel dieser Materialien gehört ebenfalls zum Unternehmensportfolio, sowie Transporte und Containerdienst.
Weitere Unternehmen der Gruppe sind:
- Steil Entsorgung GmbH  (Abfallentsorgung sowie Handel mit Altpapier)
- Gotra GmbH  (Transporte)
- SK metals GmbH  (Schrott- u. Metallgroßhandel)
- RMR – Rhein Main Rohstoffe GmbH  (Schrott- u. Metallgroßhandel / Containerdienst-Entsorgung)
- LCM Lausitzer Container & Metall GmbH  (Transporte und Containerdienst)
- Almex Sp. z o.o.  (Schrott- u. Metallgroßhandel / Transporte-Containerdienst-Entsorgung)

## Standorte
Die Theo Steil GmbH betreibt insgesamt 23 Standorte. Diese können zu einer west- und einer ostdeutschen Region mit den Hauptstandorten Trier und Eberswalde zusammengefasst werden. Beide Regionen arbeiten unter dem Dach einer gemeinsamen Verwaltung. Bezüglich Einkauf, Produktion und Verkauf agieren sie weitestgehend eigenständig.

### Deutschland

#### Region West
- Trier
- Bitburg
- Altrich
- Saarlouis
- Köln
- Kleve
- Siegen
- Haiger
- Ludwigshafen am Rhein
- Hanau
- Frankfurt am Main
- Stockstadt am Main
- Bischofsheim

#### Region Ost
- Eberswalde
- Eisenhüttenstadt
- Berlin
- Anklam
- Großräschen

### Niederlande
Die niederländische Niederlassung der Unternehmensgruppe ist in Dordrecht ansässig. Am dortigen Standort findet neben dem Einkauf von Schrotten auch die Vermarktung des Gesamtabsatzes der Unternehmensgruppe für den Tiefseeexport statt.

### Polen
Almex Sp. z o.o. (Schrott- u. Metallgroßhandel / Transporte-Containerdienst-Entsorgung)
Das Familienunternehmen aus Polen Almex Sp. z o.o. mit dem Hauptsitz in Stettin & Almex Recykling Sp. z o.o. Gorzów Wielkopolski ist ein klassischer Schrott- und Metallhandel, Containerdienst und betreibt eine Fertigung für Baustahl / Eisenbiegerei.